# Samyutta Nikaya
Samyutta Nikaya (Saṃyutta Nikāya SN; pol.: „Połączone rozprawy”, „Mowy spokrewnione”) – jest tekstem buddyjskim, trzecim z pięciu nikaya (zbiorów) w Sutta Pitaka. Sutta Pitaka jest jednym z „trzech koszy”, które składają się na Kanon palijski buddyzmu therawady. Z powodu skróconego ujmowania części tekstu, całkowita liczba sutt jest trudna do ustalenia. Pali Text Society w swojej edycji wylicza 2889, Bodhi w swoim tłumaczeniu ma ich 2904, podczas gdy komentarze podają 7762. Dr Rupert Gethin w swoich badaniach ustalił ich liczbę w edycji birmańskiej i syngaleskiej, na odpowiednio 2854 i 7656. W swoich własnych obliczeniach podaje natomiast liczbę 6696. Pisze też, że całkowitą liczbę sutt w edycji tajskiej trudno ustalić.
Sutty są grupowane w pięć vagga (sekcja). Każda vagga jest dalej dzielona na samyutta (rozdział), a te z kolei zawierają grupy sutt powiązanych tematycznie.
Podobny zbiór, najwidoczniej przetłumaczony z wcześniejszej wersji sanskryckiej, ukazuje się w chińskim Kanonie buddyjskim. Jest on znany jako Samyuktāgama (chiń.: Zá Ahánjīng (雜阿含經)). Chińska nazwa oznacza „zmieszane agamy”

## Tłumaczenia anglojęzyczne
- The Book of the Kindred Sayings, tłum. C. A. F. Rhys Davids & F. L. Woodward, 1917-30, 5 tomów, Pali Text Society[4], Bristol
- The Connected Discourses of the Buddha, tłum. Bhikkhu Bodhi, 2000, Wisdom Publications, Somerville, MA, ISBN 0-86171-331-1. Pali Text Society dysponuje także prywatną edycją przeznaczoną tylko dla członków; jest ona tłumaczeniem preferowanym.

## Tłumaczenia tekstów wybranych zSamyutta Nikaya
- Antologia opublikowana przez Buddhist Publication Society, Kandy, Sri Lanka
- Nidana Samyutta, wydana w Birmie; przedruk: Sri Satguru, Delhi

## PodziałSamyutta Nikaya
Vagga (sekcje) zawarte w tym nikaya (zbiorze) dzielą się na samyutta (rozdział), które zawierają grupy sutt powiązanych tematycznie. Użyta niżej numeracja rozdziałów odnosi się do edycji PTS (Pali Text Society) i birmańskiej. Edycje syngaleska i tajska dzielą tekst nieco inaczej.
- Część I. Sagatha-vagga (SN rozdz. 1-11)

Kolekcja sutt zawierająca wiersze (pāli: sagatha). Wiele z nich pojawia się również w innych częściach Kanonu palijskiego, takich jak Theragatha, Therigatha, Suttanipata, Dhammapada i Jataka.
- Część II. Nidana-vagga (SN rozdz. 12-21)

Kolekcja sutt odnoszących się przede wszystkim do współzależności (pāli: nidana)
- Część III. Khandha-vagga (SN rozdz. 22-34)

Kolekcja sutt odnoszących się przede wszystkim do pięciu skupisk (pāli: khandha)
- Część IV. Salayatana-vagga (SN rozdz. 35-44)

Kolekcja sutt odnoszących się przede wszystkim do sześciu podstaw zmysłowych (pāli: salayatana), włączając w to „Kazanie o ogniu” (pāli: Adittapariyaya Sutta)
- Część V. Maha-vagga (SN rozdz. 45-56)

Największa – czyli wielka kolekcja składająca się z następujących rozdziałów:
- - Rozdz. 45. Szlachetna Ośmiostopniowa Ścieżka
  - Rozdz. 46. Siedem czynników oświecenia
  - Rozdz. 47. Cztery podstawy uważności
  - Rozdz. 48. Zdolności
  - Rozdz. 49. Cztery właściwe wysiłki
  - Rozdz. 50. Pięć mocy
  - Rozdz. 51. Cztery podstawy mocy duchowych[6]
  - Rozdz. 52. Rozprawy Anuruddha
  - Rozdz. 53. Jhana
  - Rozdz. 54. Świadomość oddechu
  - Rozdz. 55. Cechy wejścia w strumień
  - Rozdz. 56. Prawdy